# بيتر جوليان (رسام)
بيتر جوليان (بالإنجليزية: Peter Julian)‏ هو رسام أمريكي، ولد في 1952.